# Selenium
Selenium – zautomatyzowana platforma testowa dla aplikacji internetowych. Selenium dostarcza narzędzie odtwarzania zadań w celu tworzenia powtarzalnych testów funkcjonalnych bez konieczności uczenia się testowego języka skryptowego (Selenium IDE). Częścią frameworka jest również dziedzinowy język testowy (Selenese), który służy do pisania testów w różnych językach programowania, w tym JavaScript (Node.js), C#, Groovy, Java, Perl, PHP, Python, Ruby i Scala. Testy można następnie uruchomić na większości nowoczesnych przeglądarek internetowych. Selenium działa w systemach Windows, Linux i macOS. Jest to oprogramowanie typu open source wydane na licencji Apache License 2.0.